# Seznam osebnosti iz Občine Kočevje
Seznam osebnosti iz Občine Kočevje vsebuje osebnosti, ki so se tu rodile, delovale ali umrle.
Občina Kočevje ima 69 naselij: Borovec pri Kočevski Reki, Breg pri Kočevju, Brezovica pri Predgradu, Bukova Gora, Cvišlerji, Dol, Dolga vas, Dolnja Briga, Dolnje Ložine, Čeplje, Črni Potok pri Kočevju, Gorenje, Gornja Briga, Gornje Ložine, Gotenica, Jelenja vas, Kačji Potok, Klinja vas, Knežja Lipa, Koblarji, Kočarji, Koče, Kočevje, Kočevska Reka, Konca vas, Koprivnik, Kralji, Laze pri Oneku, Laze pri Predgradu, Livold, Mačkovec, Mahovnik, Mala Gora, Mlaka pri Kočevju, Mlaka pri Kočevski Reki, Morava, Mozelj, Mrtvice, Nemška Loka, Nove Ložine, Novi Lazi, Onek, Paka pri Predgradu, Podjetniško naselje Kočevje, Podlesje, Polom, Predgrad, Primoži, Rajhenav, Rajndol, Rogati Hrib, Seč, Slovenska vas, Smuka, Spodnja Bilpa, Spodnji Log, Stara Cerkev, Stari Breg, Stari Log, Staro Brezje, Šalka vas, Štalcerji, Trnovec, Vimolj pri Predgradu, Vrbovec, Vrt, Zajčje Polje, Zdihovo, Željne.

## Gospodarstvo
- Ljudevit Böhm, gospodarstvenik, direktor (1864, Kočevje–1935, ?) – prvi direktor Trgovske akademije;
- Josip Hutter, kočevskonemški industrialec in filantrop (1889, Dolnja Briga–1963, Innsbruck) – ustanovitelj tekstilne tovarne Hutter in drug;
- Rudolf Marn, pisatelj, pravnik, ekonomist, narodnogospodarski publicist, urednik (1875, Draga–1947, Ljubljana) – spodbujal razvoj slovenskega turizma;
- Savo Vovk, agronom ter gospodarski in politični delavec (1921, Kočevje–2000, ?).

## Znanost in humanistika
- Albin Belar, seizmolog, naravoslovec, naravovarstvenik, izumitelj, profesor (1864, Ljubljana–1939, Polom pri Kočevju – izumitelj žepnih radijskih sprejemnikov in začetnik radijskih oddaj na Slovenskem;
- Milan Butina, slikar, scenograf, kostumograf in likovni teoretik (1923, Kočevje–1999, Ljubljana);
- Rihard Erker, gozdar, pisec (1912, Stari Log–1986, ?)
- Miroslav Gorše, literarni zgodovinar (1891, Koblarji– ?);
- Jože Gregorič, rimskokatoliški duhovnik, slavist, etnograf, urednik, prevajalec (1908, Delač pri Kostelu–1989, Stična) – avtor mdr. Slovarja kostelskega govora;
- Peter Kozler (tudi Kosler), pravnik, gospodarstvenik, geograf, kartograf in politik nemškega rodu, * (1824, Koče pri Kočevski Reki–1879, Ljubljana) – avtor Zemljovida slovenskih dežel, soustanovitelj Pivovarne Union;
- Bojan Paradiž, meteorolog (1930, Kočevje–2012, Ljubljana) – uvedel prve sistematične meritve onesnaženosti zraka v Sloveniji;
- Boris Paternu, literarni zgodovinar in teoretik, urednik, slavist, univerzitetni profesor (1926, Predgrad–2021, Trst);
- Mirko Popovič, bibliotekar, znanstvenik, ravnatelj NUK (1957, Kočevje–1992, Ljubljana);
- Jakob Rigler, jezikoslovec, profesor in urednik, (1929, Nove Ložine na Kočevskem–1985, Ljubljana) – eden najpomembnejših slovenskih narečjeslovcev;
- Anton Šajna, gradbeni inženir, (1941, Mozelj– );
- France Vardjan, agronom, hortikulturnik (vrtnarski strokovnjak) (1900, Kočevje–1994, Leskovec pri Kočevju).

## Kultura, umetnost

### Književnost
- Janez Adam Erberg, pisatelj (1668, Kočevje–1723, Dol pri Ljubljani);
- Josip Novak, duhovnik, pesnik (1833, Podbrezje–1883, Kočevje);
- France Ožbolt, pesnik (1921, Kočarji pri Kočevju–1986, Kočevje) – napisal himno Slovenski pionirji.

### Slikarstvo
- Egon Eppich, risar, slikar, grafik (1927, Kočevje–1982 Fürth);
- Josip Fayenz, slikar, pozlatar (okoli 1745, Kočevje–1827, Kočevje);
- Jože Marinč, akademski slikar (1954, Dolnja Briga– );
- Roman Erich Petsche, slikar, učitelj (1907, Kočevje–1993, Ried im Innkreis) – prejemnik izraelske nagrade Pravični med narodi za reševanje Judov med 2. svetovno vojno;
- Jože Pungartnik, akademski slikar, učitelj (1887, ?–1971, ?)
- Michael Ruppe, akademski slikar (1863, Kočevje–1951, Salzburg, Avstrija);
- Rada Šuštar, slikarka (1920, ?–2007, ?).

### Druge umetnosti
- Stane Jarm, kipar, grafik in pedagog (1931, Osilnica–2011, Ljubljana) – po šolanju se preselil v Kočevje kot učitelj;
- Bert Sotlar, gledališki in filmski igralec, (1921, Kočevje–1992, Ljubljana).

## Politika
- Ivan (Janez) Kozler, kranjski politik, graščak (1819, Kočevska Reka–1898,  Ljubljana) – brat Petra Kozlerja;
- Franc Kulovec, rimskokatoliški duhovnik, politik in novinar (1884, Dolenje Sušice–1941, Beograd) – eden pomembnejših slovenskih politikov v Kraljevini Jugoslaviji, minister za promet;
- Viljem Pfeifer, politik (1842, Kočevje–1917, Krško) –župan, poslanec državnega zbora, prizadeval si za infrastrukturni razvoj regije;
- Ivan Plantan, politik, notar (1853, Kočevje–1920, Ljubljana);
- Vladimir Prebilič, župan, univerzitetni profesor (1974, Dolga vas– );
- Ljudevit Vencajz, politik (1876, Kočevje–1932, Ljubljana).

## Religija
- Josef Eppich, kočevskonemški duhovnik, novinar, politik  (1874, Kočevje–1942, Stara Cerkev) – v nepojasnjenih okoliščinah ubit v spopadu med Italijani in slovenskimi partizani;
- Jurij Erber, redovnik, profesor (1660, Kočevje–1715, Budimpešta) – na kolegijih predaval filozofijo in teologijo, v Budimpešti postal rektor;
- Jožef Erker, rimskokatoliški duhovnik, kanonik in liturgik (1851, Stara Cerkev–1924, Kočevje);
- Janez Matevž Erberg, protestantski pisec (1657, Kočevje– ?);
- Sigismund Jenschitz, duhovnik, redovnik, profesor (1679, Kočevje–1718, Ljubljana) – predaval filozofijo in kazuistiko na ljubljanskem kolegiju, avtor več del;
- Jurij Jonke, rimskokatoliški duhovnik in čebelar (1777, Konca vas–1864, Črmošnjice]]) – avtor tretjega slovenskega priročnika o čebelarstvu;
- Ivan Jurkovič, rimokatoliški nadškof, diplomat in apostolski nuncij (1952, Kočevje– ) – nekdanji apostolski nuncij v Belorusiji, Ukrajini, Rusiji ter v Uzbekistanu;
- Janž Schweiger, protestantski pridigar, pesnik, duhovnik (okoli 1540, Kočevje–1585, Ljubljana).

## Šolstvo
- Alenka Gabrič, kemičarka, profesorica in avtorica (1961, Kočevje–2008, Kočevje) – avtorica številnih učbenikov za kemijo, po njej imenovana fundacija za štipendije nadarjenim učencem;
- Benedikt Knapp, kočevskonemški šolnik, ravnatelj (1824, Schwaz–1904, Schwaz) – prvi ravnatelj gimnazije v Kočevju, zaslužen za njeno ohranitev;
- Hans Tschinkel, kočevskonemški učitelj, ravnatelj, germanist (1872, Kočevje–1925, Pec pod Sněžkou, Češka).

## Šport
- Richard Verderber, kočevskonemški častnik in sabljač (1884, Kočevje–1955, Dunaj) – prejemnik srebrne olimpijske medalje v ekipnem sabljanju na OI 1912 v Stockholmu;
- Robert Braune, kočevskonemški šahist in lekarnar (1845, Kočevje–1924, Kočevje) – pionir slovenskega šaha, svetovno znan šahovski problemist;
- Špela Kolarič, šahistka (1993, ?– ) – članica Šahovskega društva Kočevje, večkratna mladinska prvakinja;
- Josef Schleimer, kočevskonemški/kanadski rokoborec (1909, Cvišlerji–1988, Mississauga, Ontario) – dobitnik bronaste medalje na OI 1936 za Kanado, sprejet v Kanadski olimpijski hram slave.

## Vojska
- Johann Erker, kočevskonemški voditelj upornikov (1781, Slovenska Vas–1809, Kočevje) – leta 1809 je vodil upor proti Francozom med francosko okupacijo Kočevja;
- Anton Gole, častnik, (1953, Kočevje–2006, Ljubljana);
- Matjaž Kovač veteran vojne za Slovenijo (1968, Kočevje– );
- Anton Krkovič, častnik in veteran vojne za Slovenijo, (1956, Kočevje– );
- Bojan Savnik, general major, pilot (1930, Kočevje–1976, Kutjevo);
- Rihard Skubec, oficir, gospodarstvenik (1882, Kočevje–1955, Trg na Koroškem).

## Zdravstvo
- Hermann Knaus, kočevskonemški kirurg in ginekolog (1892, Šentvid ob Glini–1970, Gradec) – utemeljitelj Knaus-Oginove kontracepcijske metode;
- Walter Krauland, izvedenec sodne medicine (1912, Mahovnik–1988, Vöcklabruck);
- Meta Štaudohar, babica, publicistka, folkloristka (1914, Predgrad–2002, Stari trg ob Kolpi.
- Franjo (Franc) Zdravič, plastični kirurg, znanstvenik (1919, Dolga vas pri Kočevju–1999, Ljubljana) – pionir slovenske plastične kirurgije;
- Anton Zhesnik, zdravnik, veterinar (1801, Zgornji Brnik–1862, Kočevje).

## Drugo
- Janez Danijel Erberg, baron, pravnik (1647, Kočevje–1716, Dol pri Ljubljani);

## Znanost in humanistika
- Etbin Bojc, slavist, profesor, publicist, katoliški filozof (1906, Vače–1975, Ljubljana) – živel mdr. v Kočevju;
- Matija Čop, literarni zgodovinar, literarni kritik, filolog, profesor na liceju, bibliotekar (1797, Žirovnica–1835, Ljubljana – Tomačevo) – v Kočevju deloval v službi Auerspergov;
- Leopold Hufnagl, gozdar, naravovarstvenik, gozdarski pisec (1857, Trautendorf–1942, Vlašim) – nasprotnik goloseka, uvedel prebiralni način gospodarjenja z gozdovi, zaslužen za ohranitev kočevskih pragozdov;
- Ferdinand Avguštin Hallerstein (kitajsko: 劉松齡 / 刘松龄, Liú Sōnglíng), jezuit, misijonar, matematik, astronom, kartograf in mandarin (1703, Mengeš–1774, Peking) – po njem se imenuje leta 1999 odkrit asteroid;
- Andrej Kragelj, prevajalec in klasični filolog (1853, Modrejce–1901, Gorica) – služboval mdr. v Kočevju;
- Evgen Lampe, politik, literarni kritik, urednik, duhovnik, teolog (1874, Metlika–1918, Ljubljana) – v Kočevju obiskoval gimnazijo;
- Jernej Medved, leksikograf, nabožni pisatelj, duhovnik (1799, Logatec–1857, Ljubljana) – kaplan v Kočevju, župnik v Koprivniku na Kočevskem, zbiral slovenska imena rastlin za Cafov slovar;
- Ivan Merhar, etnolog, filolog, literarni kritik, učitelj (1874, Prigorica–1915, Martinščina, Italija) – obiskoval gimnazijo v Kočevju;
- Janez Parapat, zgodovinar, numizmatik, nabožni pisatelj, duhovnik (1838, Ljubljana–1879, Zagradec) – kaplan v Stari cerkvi pri Kočevju;
- Karol Pirc, krajevni zgodovinopisec (1861, Tržič–1927, Tržič) – služboval na okrajnem glavarstvu v Kočevju;
- Valentin Plemel, botanik, duhovnik (1820, Rečica pri Bledu–1875, Jesenice – Koroška Bela) – kaplan v Kočevju, uvajal moderne pristope k botaniki;
- Viljem Putick, gozdarski strokovnjak, speleolog (1856, Popůvky, Češka–1929, Ljubljana) – okrajni gozdni referent za Kočevje, speleolog v dobi, ko se je pričelo sistematično raziskovanje Krasa;
- Jožef Rudež, etnograf, graščak (1793, Ribnica–1846, Ribnica) – znanstveno proučeval Kočevarje;
- Jože Rus, geograf, zgodovinar (1888, Ribnica–1945, Buchenwald, Nemčija) – znanstveno proučeval Kočevarje in Kočevsko;
- Giovanni Antonio Scopoli, naravoslovec, botanik, zdravnik (1723, Cavalese, Italija–1788, Pavia, Italija) – botanično proučeval Kočevsko;
- Ivan Simonič, geograf, zgodovinar (1905, Vinji Vrh pri Semiču–1979, Ljubljana) – znanstveno proučeval zgodovino, ledinska imena in migracije na Kočevskem;
- Viktor Steska, umetnostni zgodovinar, kulturni zgodovinar, duhovnik (1868, Ljubljana–1946, Ljubljana) – znanstveno proučeval zgodovino Kočevske;
- Alojzij Tavčar, esperantist, jezikoslovec, profesor (1857, Šentjernej–1937, Ljubljana) – sodeloval pri Pleteršnikovem slovarju in Esperantsko-slovenskem slovarju, služboval na gimnaziji v Kočevju;
- Vlasta Tominšek, rusistka (1906, Ljubljana–1997, [Radovljica]]) – soavtorica več učbenikov, službovala na gimnaziji v Kočevju;
- Janko Trošt, etnograf, topograf, muzealec, lutkar (1894, Razdrto–1975, Ljubljana) – zbiratelj topografskega gradiva za Kočevsko, avtor zemljevidov za Kočevsko;
- Anton Tschebull, montanist (1839, Ravne na Koroškem–1903, Celovec, Avstrija) – ukvarjal se je s problemom oskrbe Kočevja z vodo;
- Jakob Turk, agrokemik, univerzitetni profesor (1872, Novi Kot–1935, Ljubljana) – obiskoval osnovno šolo v Kočevju;
- Ciril Velepič, restavrator, umetnostni zgodovinar (1908, Ljubljana–1992, Ljubljana) – obiskoval gimnazijo v Kočevju;
- Marijan Zadnikar, umetnostni zgodovinar in konservator (1921, Novo mesto–2005, Ljubljana – kot konservator popisal in fotografiral cerkve na Kočevskem, še preden so bile večinoma porušene ali požgane;
- Mitja Zupančič, fitocenolog, gozdarski strokovnjak (1931, Ljubljana– ) – znanstveno proučeval mdr. Kočevsko;

## Tehnika
- Avgust Guzelj, gozdarski strokovnjak (1864, Škofja Loka–1931, Novo mesto) – v Kočevju služboval pri knezu K. Auerspergu;
- Alojz Hrovat, gradbenik (1885, Veliki Podljuben–1971, Ljubljana) – sodeloval pri železniškem projektu Kočevje in Črnomelj preko Lukovega dola mimo Vrbovskega na Srpske Moravice;
- Maks Klodič vitez Sabladoski, gradbenik (1875, Trst–1953, Trst) – imel nadzorstvo nad izdelavo projekta proge Kočevje–Vrbovsko;
- Anton Šivic, gozdarski strokovnjak (1879, Ljubljana–1963, Ljubljana) – gozdarski referent pri okrajnem glavarstvu v Kočevju, popisal gozdarsko zapuščino Auerspergov;
- Zdravko Turk, gozdarski strokovnjak (1904, Novi Kot–1991, Ljubljana) – obiskoval gimnazijo v Kočevju;
- Franc Witschl, gradbenik, gozdarski strokovnjak (1825, Bĕleč nad Orlicí, Češka–1902, Srebrniče) – izvedenec za gozdarske in kmetijske zadeve ter zemljemerstvo pri okrajnem uradu v Kočevju;

## Kultura, umetnost

### Arhitektura
- Marjan Šorli, arhitekt (1915, Kranj–1975, Golnik) – sezidal več stavb v Kočevju;
- Bruno Urh, arhitekt (1968, Ljubljana–) – živi v Kočevju;
- Ivan Vurnik, arhitekt, urbanist (1884, Radovljica–1971, Radovljica) – ustvarjal mdr. v Kočevju.

### Gledališče, film in televizija
- Valo Bratina, igralec, režiser, scenograf, dramaturg, gledališki organizator (1887, Idrija–1954, Ljubljana) – vodil gledališki oder v Kočevju;
- Gašper Jarni, dramski in filmski igralec ter lutkar (1979, Ljubljana– );
- Andrej Zdravič, filmski umetnik (1952, Ljubljana– ) – Prešernov nagrajenec.

### Glasba
- Emil Adamič, urednik, glasbeni pedagog, skladatelj, dirigent, glasbeni kritik, esejist (1877, Dobrova–1936, Ljubljana) – v Kočevju obiskoval tečaj risanja;
- Volodja Balžalorsky, violinist (1956, Kranj– ) – maturiral v Kočevju;
- Valerija Heybal, sopranistka in operna pevka (1918, Kamnik–1994, Ljubljana) – zaradi domnevnega kršenja kulturnega molka poslana v taborišče na Kočevsko;
- Andraž Hribar, pevec pop in rock glasbe ter glasbenik (1975, Ljubljana– );
- Viktor Parma, skladatelj in dirigent (1858, Trst–1924, Maribor) – deloval v Kočevju;
- Stanko Prek, skladatelj, kitarist in glasbeni pedagog (1915, Solkan–1999, Ljubljana) – osnovno šolo opravil v Kočevju;
- Tadej Tomšič, saksofonist, skladatelj, aranžer in dirigent (1973, Ljubljana– ) – šolal se v Kočevju.

### Književnost
- Ivan Čampa, pesnik in pisatelj (1914, Nemška vas na Blokah–1942, Sveti Vid nad Cerknico) – šolal se v Kočevju;
- Milan Fabjančič, profesor, pisatelj (1897, Jarčji Vrh–1978, Ljubljana) – v Kočevju deloval kot suplent (profesor pripravnik);
- Jacob in Wilhelm Grimm, nemška jezikoslovca, zbiratelja ljudskega izročila, pravljičarja (1785, Hanau–1863, Berlin; 1786, Hanau–1859, Berlin) – zabeležila sta zgodbo fridrihštajnskega grajskega lovca;
- Miran Jarc, pesnik, pisatelj, dramatik, publicist in prevajalec (1900, Črnomelj–1942, Pugled pri Starem Logu) – med 2. svetovno vojno deloval v Kočevskem Rogu;
- Zofka Kveder, pisateljica in publicistka (1878, Ljubljana–1926, Zagreb) –službovala v Kočevju na geodetskem uradu;
- Lela B. Njatin, pisateljica in vizualna umetnica (1963, Ljubljana– );
- Franc Onič, pesnik (1901, Petrovče–1975, Ljubljana) – služboval in deloval v Kočevju;
- Matej Bor, pesnik, pisatelj, profesor (1913, Grgar pri Gorici–1993, Ljubljana) – profesor slovenščine na gimnaziji v Kočevju;
- Ela Peroci, pedagoginja, pisateljica in novinarka (1922, Rogaška Slatina–2001, Ljubljana) – v Kočevju končala gimnazijo;
- Alfonz Pirec, pripovednik (1800, Moškanjci–1909, Kranj) – služboval na okrajnem glavarstvu v Kočevju;
- Ljuba Prenner, odvetnik(-ica) in pisatelj(-ica) (1906, Fara pri Prevaljah–1977, Ljubljana) – kočevarskega rodu; 1949 za dve leti poslan(a) v kazensko delovno taborišče za ženske Ferdreng;
- Gregor Strniša, pesnik, dramatik in tekstopisec (1930, Ljubljana–1987, Ljubljana) – prisilno delal v taborišču Inlauf nad Kočevsko Reko;
- Fran Zbašnik, pisatelj, urednik (1855, Dolenja vas–1935, Ljubljana) – obiskoval osnovno šolo v Kočevju;
- Lojze Zupanc, pisatelj, pesnik, dramatik, zbiralec ljudskega izročila, učitelj in publicist (1906, Ljubljana–1973, Škofja Loka) – učil v Spodnjem Logu pri Kočevju (1939–1941), zbiral kočevske ljudske pripovedke.

### Slikarstvo
- Franc Serafin Goetzl, slikar in podobar (1783, Kranj–1855, ?) – ustvaril za Mlako pri Kočevju veliki oltar 1841 in stranski s sliko sv. Andreja;
- Henrika Langus, slikarka (1836, Ljubljana–1876, Ljubljana) – poslikala Staro cerkev pri Kočevju;
- Rajko Šubic, slikar (1900, Ljubljana–1983, Maribor) – učil risanje na gimnaziji v Kočevju;
- Andrej Trobentar, slikar, glasbenik, pesnik in pedagog (1951, Šent Jurij– ) – učiteljeval v Kočevju.
- Boris Zuljan, slikar, grafik, restavrator (1944, Ricmanje, Italija–) – večkrat razstavljal v Kočevju.

### Druge umetnosti
- Bogomil Gerlanc, publicist in urednik, bibliograf in prevajalec (1901, Kontovel–1992, Ljubljana) – pobudnik slovenskega kulturnega praznika, po okupaciji delal na Kočevskem;
- Klavdij Sluban, francoski fotograf slovenskega rodu (1963, Pariz– ) – otroštvo preživel v Livoldu.

## Politika
- Karel Maria Aleksander Auersperg, kočevskonemški knez, veleposestnik, politik, mecen, naravovarstvenik (1859, Dunaj–1927, Goldegg) – podpredsednik zgornjega doma avstrijskega parlamenta, podpornik nemštva, zaščitnik medvedov;
- Milko Brezigar, politik, gospodarski teoretik, gospodarstvenik, novinar 1886, Doberdob–1958, Salzburg) – avtor prvega narodnogospodarskega programa Slovencev, urednik in solastnik liberalnega dnevnika Jutro. V Kočevju deloval kot okrajni načelnik;
- Georg Leo Caprivi, nemški general, politik in plemič (1831, Charlottenburg pri Berlinu–1899, Skyren) – drugi kancler Nemškega cesarstva, njegov rod izvira iz Koprivnika v Kočevskem Rogu;
- Dragotin Dežman, politik, arheolog, botanik in kustos slovenskega rodu (1821, Idrija–1889, Ljubljana) – poslanec občine Kočevje v državnem zboru, častni meščan Kočevja;
- Karel Klun, politik, duhovnik, konzistorialni svetnik (1841, Prigorica–1896, Budimpešta) – predstavljal Kočevje v deželnem zboru;
- Fran Saleški Kulovec, politik, novinar, duhovnik (1884, Dolenje Sušice–1941, Beograd) – v Kočevju obiskoval gimnazijo;
- Vladislav Pegan, politik, pravnik (1878, Vipava–1955, Ljubljana) – izvoljen za deželnega poslanca za mdr. sodni okraj Kočevje;
- Lovro Pintar, nabožni pisatelj, sadjar, politik, duhovnik (1814, Sv. Tomaž–1875, Tupaliče) – kaplan mdr. v Kočevju, zavedni Slovenec;
- Fran Povše, politik, kmetijski strokovnjak (1845, Kresniške Poljane–1916, Ljubljana) – izvoljen dva mandata v kočevskem okraju;
- Luka Svetec, pravnik, politik, pisatelj in jezikoslovec (1826, Podgorje–1921, Litija) – kot adjunkt služboval v Kočevju;
- Fran Šuklje, politik, zgodovinar (1849, Ljubljana–1935, Novo mesto – Kandija, dvorec Kamen) – izvoljen za poslanca občine Kočevje;
- Janko Veber, politik, poslanec in inženir gradbeništva (1960, Ljubljana– ) – en mandat predsednik Državnega zbora;
- Ivan Vencajz, politik, pravnik (1844, Šentvid pri Stični–1913, Ljubljana) – služboval kot pristav v Kočevju.

## Religija
- Fran Saleški Finžgar, pisatelj, dramatik, prevajalec in duhovnik (1871, Doslovče–1962, Ljubljana – kot duhovnik služboval mdr. v Kočevju;
- Gothard Rott, duhovnik, glasbenik (1852, Ljubljana–1929, Dobrnež, graščina Golič) – župnik v Kočevju;
- Janez Rozman, duhovnik (1832, Godovič–1909, Ljubljana) – katehet in šolski vodja v Kočevju, ustanovitelj in predsednik Katoliškega društva za delavke;
- Janez Smrekar, duhovnik, pisatelj in socialni delavec (1853, Laze pri Dolskem–1920, Ljubljana) – kot kaplan služboval v Kočevju v l. 1883 do 1887, trudil se za vzgojo zanemarjenih otrok;
- Anton Vovk, nadškof, Božji služabnik (1900, Vrba–1963, Ljubljana) – postal arhidiakon IV. arhidiakonata (Vrhnika, Cerknica, Ribnica, Kočevje);
- Franc Saleški Watzl, duhovnik, prosvetni delavec, profesor (1876, Ljubljana–1934, Split, Hrvaška) – začasni vodja gimnazije v Kočevju.

## Šolstvo
- Ivan Bajželj, telesnokulturni pedagog, publicist, pisec priročnikov za pouk (1877, Kranj – Stražišče–1937, Ljubljana) – v Kočevju obiskoval gimnazijo, leta 1919 je bil sestavljalec predloga o reformi šolske telesne vzgoje, napisal terminološki slovar sokolskih telovadnih nazivov;
- Vladimir Bračič - Mirko, geograf, pedagog in politik (1919, Cirkulane–1996, Maribor) – učiteljeval v Polomu, eden od pobudnikov za ustanovitev Univerze v Mariboru in njen prvi rektor;
- Fran Črnagoj, šolnik, pisec, narodni gospodar, sadjar (1865, Ljubljana–1926, Ljubljana) – služboval mdr. v Kočevju;
- Janez Komljanec, učitelj, duhovnik, liturgik (1848, Bučka–1929, Bučka) – okrajni šolski nadzornik za slovenske šole na Kočevskem;
- Viljem Linhart, šolnik (1846, Wolfern–1932, Gradec – Maria Grün) – v Kočevju obiskoval ljudsko šolo;
- Josip Novak, šolnik (1869, Ljubljana–1934, Vižmarje) – po njegovih predlogih so se nemške šole kočevskega okraja deloma preuredile v popolnoma slovenske;
- Tine Orel, profesor, publicist, urednik in organizator planinstva (1913, Trzin–1985, Mali Lošinj) – profesor na gimnaziji v Kočevju;
- Frančišek Raktelj, šolnik (1833, Stari trg pri Ložu–1908, Ljubljana) – član okrajnega šolskega sveta v Kočevju;
- Minka Skabernè, učiteljica (1882, Kranj–1965, Ljubljana) – ustanoviteljica slov. knjižnic za slepe, živela v Kočevju;
- Štefan Tomšič, šolnik, zgodovinski pisec (1853, Dolenje Podpoljane–1915, Ljubljana) – avtor zemljepisno-zgodovinskega dela Kočevsko okrajno glavarstvo, nadučitelj v Starem Logu pri Kočevju;
- Franica Vrhunc, redovnica in tiflopedagoginja (1881, Kranjska Gora–1964, Ljubljana) – delala v zavodu za slepe v Kočevju;
- Albin Žabkar, šolnik (1901, Krško–1962, Ljubljana) – sestavil številne gimnazijske učbenike.

## Šport
- Sergeja Stefanišin, rokometašica (1974, Ljubljana– ) – prebiva v Kočevju.
- Peter Šumi, telovadec in podjetnik (1895, Kranj–1981, Dunaj) – dvakratni zaporedni svetovni prvak.

## Vojska
- Jože Boldan, vojaški poveljnik (1915, Višnje–1994, Ljubljana) – v Kočevju delal v rudniku rjavega premoga;
- Pietro Brignoni, italijanski duhovnik, kurat (1900, Centata d'Argon–1969, Bergamo) – kot kurat italijanske vojske popisal usmrtitve talcev na Kočevskem v knjigi Maša za moje ustreljene;
- Auguste Frédéric Louis Viesse de Marmont, francoski maršal, vojvoda Dubrovniški, generalni guverner Ilirskih provinc (1774, Châtillon-sur-Seine–1852, Benetke) – obiskal Kočevje;
- Stanko Semič, polkovnik (1915, Ljubljana–1985, Ljubljana) – v 2. svetovni vojni hudo ranjen med bojem za Kočevje;

## Zdravstvo
- Žiga Bučar, zdravnik, narodni budnik (1830, Ljubljana–1879, Kranj) – zaradi politike prestavljen v Kočevje;
- Hugon Turk, veterinar, pisec (1870, Šentvid pri Stični–1956, Ljubljana) – plodovit pisec poljudnih in strokovnih člankov o reji in negi domačih živali, okrajni veterinar v mdr. Kočevju;

## Pravo
- Rupert Bežek, pravnik in notar (1858, Postojna–1903, Ljubljana) – vstopil v pisarno dr. Burgerja v Kočevju;
- Fran Geiger, pravnik (1862, Kranj–1896, Gorica) – v Kočevju služboval kot davčni nadzornik;
- Anton Gertscher, pravnik (1817, Krašnja–1889, Ljubljana) – okrajni predstojnik v Kočevju;
- Janez Hozhevar, pravnik (1829, Velike Lašče–1889, Ljubljana) – po njegovem prizadevanju se je sezidala gimnazija v Kočevju;
- Henrik Martinak, politik, pravnik (1826, Koper–1879, Gradec) – državni pravdnik okrajnega kolegiatnega sodišča v Kočevju;
- Fran Ogrin, pravnik (1880, Stara Vrhnika–1958, Ljubljana) – vodja okrajnega glavarstva v Kočevju, skrbel za pravilno slovensko označbo krajev;
- Anton Pace, pravnik, prevajalec, grof (1851, Gabrska Gora, grad Turn–1923, Dunaj) – služboval v okrajnem glavarstvu v Kočevju;
- Ludvik Ravnikar, pravnik, sodnik, politik (1827, Celje – Nova vas–1901, Ljubljana) – služboval v Kočevju kot aktuar;
- Lado Švigelj, pravnik, strokovnjak za lovstvo (1915, Kožljek– ?) – živel v Kočevju;
- Franc Višnikar, pravnik, sodnik (1848, Brezovo–1914, Ljubljana) –  izvoljen v deželni zbor kot poslanec in zastopnik okraja Kočevje, zavzemal se je za enakopravnost slovenskega jezika v šolah in uradih.

## Plemstvo
- Veronika Deseniška (med 1380 in 1400–1425/1428) – bivala z možem Friderikom na gradu Fridrihštajn;
- Štefan Ursini Blagaj, kočevski grof, graščak (1568, ?– 1598, ?) – odkupil grad Fridrihštajn;
- Janez Jakob Khisl, kočevski graščak (1569, ?–1638, ?) – leta 1618 kupil mesto in gospostvo Kočevje s sedežem na gradu Fridrihštajn.
- Ivan III, Ungnad baron Sovneški, vojaški poveljnik (1493, Ženek, Avstrija–1564, Vintířov, Češka) – leta 1529 je postal svobodni lastnik Kočevja, ki ga je leta 1547 odstopil grofu Stefanu Ursini–Blagaju.

## Drugo
- Gašper Franchi, zvonar (1657, Videm–1733, Ljubljana) – vlil zvonove za cerkvi v Kočevju in Dolgi vasi pri Kočevju;
- Nataša Košir, nekdanji fotomodel in manekenka (1947, Novo mesto– ) – otroštvo in mladost preživela na Kočevskem;
- Andrej Račič, izdelovalec orgel, mizar, orglavec (1808, Gorica pri Raztezu–1883, Cerklje ob Krki) – številne izdelke ustvaril za Kočevje;
- Jožef Rome, časnikar, duhovnik (1848, Višnja Gora–1933, Novo mesto) – kaplan v Kočevju, ustanovitelj Dolenjskih novic;
- Jaka Slokan, časnikar, kmetijski pisec (1909, Spodnje Gorče–1982, Ljubljana) – urednik Hmeljarja, zgodovinar hmeljarstva, obiskoval gimnazijo v Kočevju;
- Anton Žnideršič, čebelar, gospodarstvenik (1874, Ilirska Bistrica–1947, Ljubljana) – obiskoval osnovno šolo v Kočevju;